# Colinas del Sol, Playas de Rosarito
Colinas del Sol är en ort i Mexiko.   Den ligger i kommunen Playas de Rosarito och delstaten Baja California, i den nordvästra delen av landet, 2 300 km nordväst om huvudstaden Mexico City. Colinas del Sol ligger 233 meter över havet och antalet invånare är 1 361.
Terrängen runt Colinas del Sol är varierad. Runt Colinas del Sol är det tätbefolkat, med 913 invånare per kvadratkilometer. Närmaste större samhälle är Tijuana, 11,3 km norr om Colinas del Sol. Omgivningarna runt Colinas del Sol är i huvudsak ett öppet busklandskap.